# Heckler & Koch HK433
El HK433 es un fusil de asalto Alemán, modular y compacto que combina características de las familias de fusiles de asalto G36 y HK416. El HK433 fue diseñado por Heckler & Koch para ser familiar a los soldados con experiencia en el uso de las plataformas de fusiles G36 y M16. Todos los controles son ambidiestros, y los componentes principales son modulares, lo que permite que los rifles se configuren en el campo según sea necesario.

## Historia
El HK433 se lanzó en EnforceTac 2017, que se realizó los días 1 y 2 de marzo en Nuremberg, Baviera, Alemania, después de que el HK433 se mostró a un número selecto de personas en el SHOT Show anterior en enero. Heckler & Koch está posicionando el rifle como candidato para la competencia de la Bundeswehr Alemana para seleccionar un nuevo rifle de asalto. El G36, el fusil de asalto estándar de la Bundeswehr desde 1997, se eliminará gradualmente y se planea implementar un reemplazo a partir de 2020.

## Diseño
Las longitudes del cañón disponibles serán de 11", 12.5", 14.5", 16.5", 18.9" y 20", forjado con martillo frío y cromado duro con un giro a la derecha de 178 mm (1 en 7 pulgadas) y 6 ranuras barriles con cromado duro. La precisión se describe como "muy por encima del promedio". La acción es un sistema impulsado por pistón de gas de carrera corta similar al G36 y al HK416 con ajuste del regulador del bloque de gas ubicado sobre el barril. La palanca de carga no recíproca se puede cambiar para operar desde cualquier lado del arma de fuego. Todos los demás controles primarios son ambidextros. El sistema de barril es intercambiable. La culata es ajustable y plegable con elevador de mejillas de tres posiciones. Lanzamiento de revista estilo paleta. El receptor superior de aleación de aluminio tiene un diseño monolítico con sistema de riel Picatinny integrado de longitud completa en la posición de las 12 en punto y el receptor inferior es polímero. Heckler & Koch ha sido criticado por el aspecto del diseño, ya que tiene señales de diseño similares al Robinson Armament Co XCR, el FN SCAR y el Bushmaster ACR. El HK433 presenta un riel de accesorios OTAN STANAG 4694 a las 12 en punto que es compatible con el riel Picatinny STANAG 2324 / MIL-STD-1913 . A las 6 en punto presenta un riel Picatinny STANAG 2324 / MIL-STD-1913. También han sido criticados por el uso del sistema de accesorio accesorio "HKey" patentado por Hecker & Koch en las posiciones de las 3 y las 9 en lugar de los sistemas M-LOK o KeyMod más comúnmente utilizados .

## Variantes
HK231: planeada para que use el cartucho 7,62 x 51 mm OTAN.
HK123: planeada para que use el cartucho 7,62 x 39 mm.
HK437: planeada para que use el cartucho .300 AAC Blackout.